# 아사노 나가노리
아사노 나가노리(일본어: 浅野長矩)는 하리마 아코번 제3대 번주이다. 보통 아사노 다쿠미노카미(浅野内匠頭)라는 관명으로 불린다. 아코 사건을 연극화 한 작품 《주신구라》을 통해서 유명하다.

## 같이 보기
- 아코 사건
- 오이시 요시오
- 아코 낭인
- 할복